# Kolagrafie
Kolagrafie, technika tisku z koláže (angl. Collagraphy) je moderní, převážně hlubotisková grafická technika barevného tisku. Tím se liší od materiálového a reliéfního tisku, které se řadí k tisku z výšky. Pojmenování techniky a její rozšíření je přisuzováno americkému pedagogovi na University of Washington, Glenu Alpsovi (1914-1996).

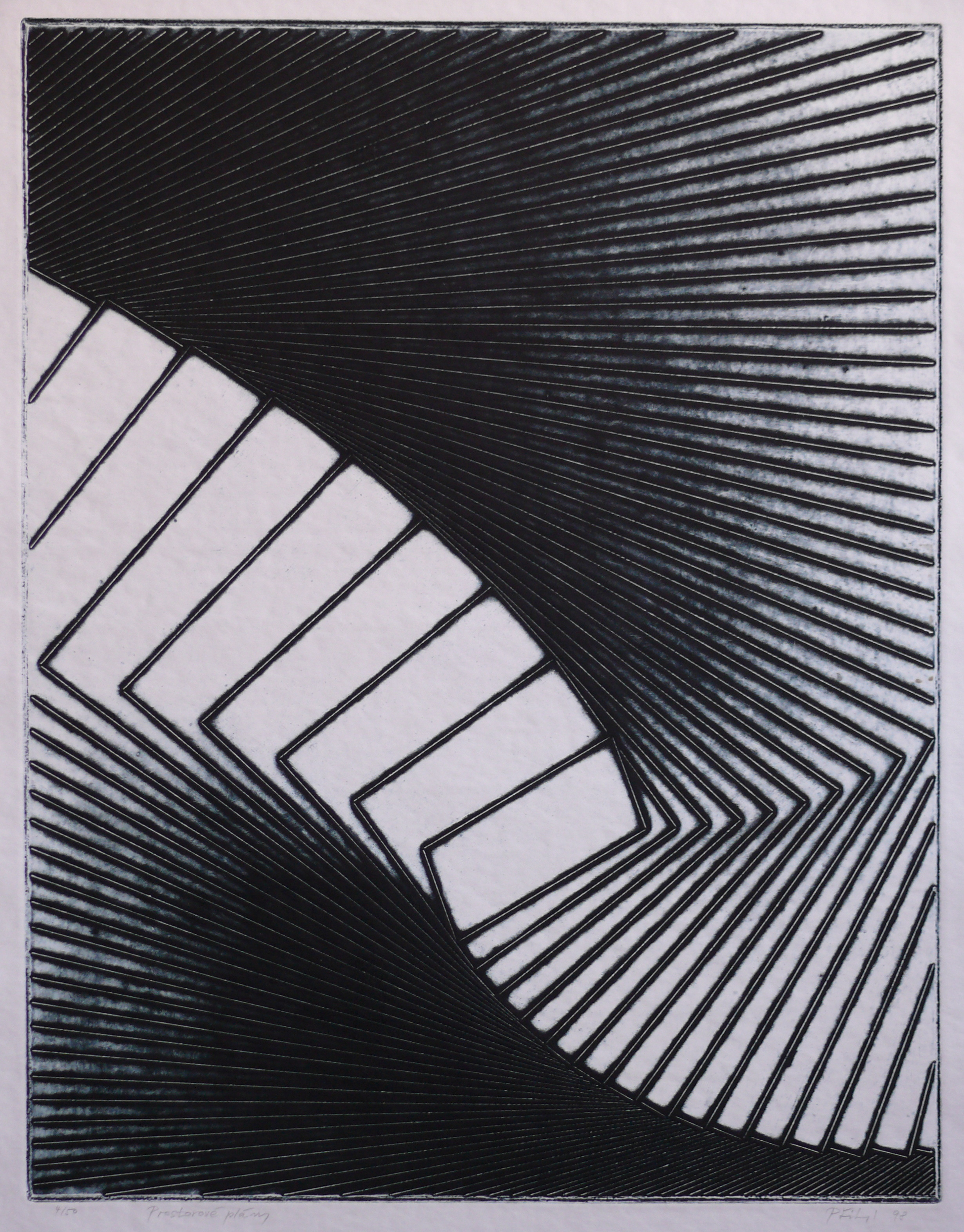
Lubomír Přibyl, PROSTOROVÉ PLÁNY, kolagrafie 1998

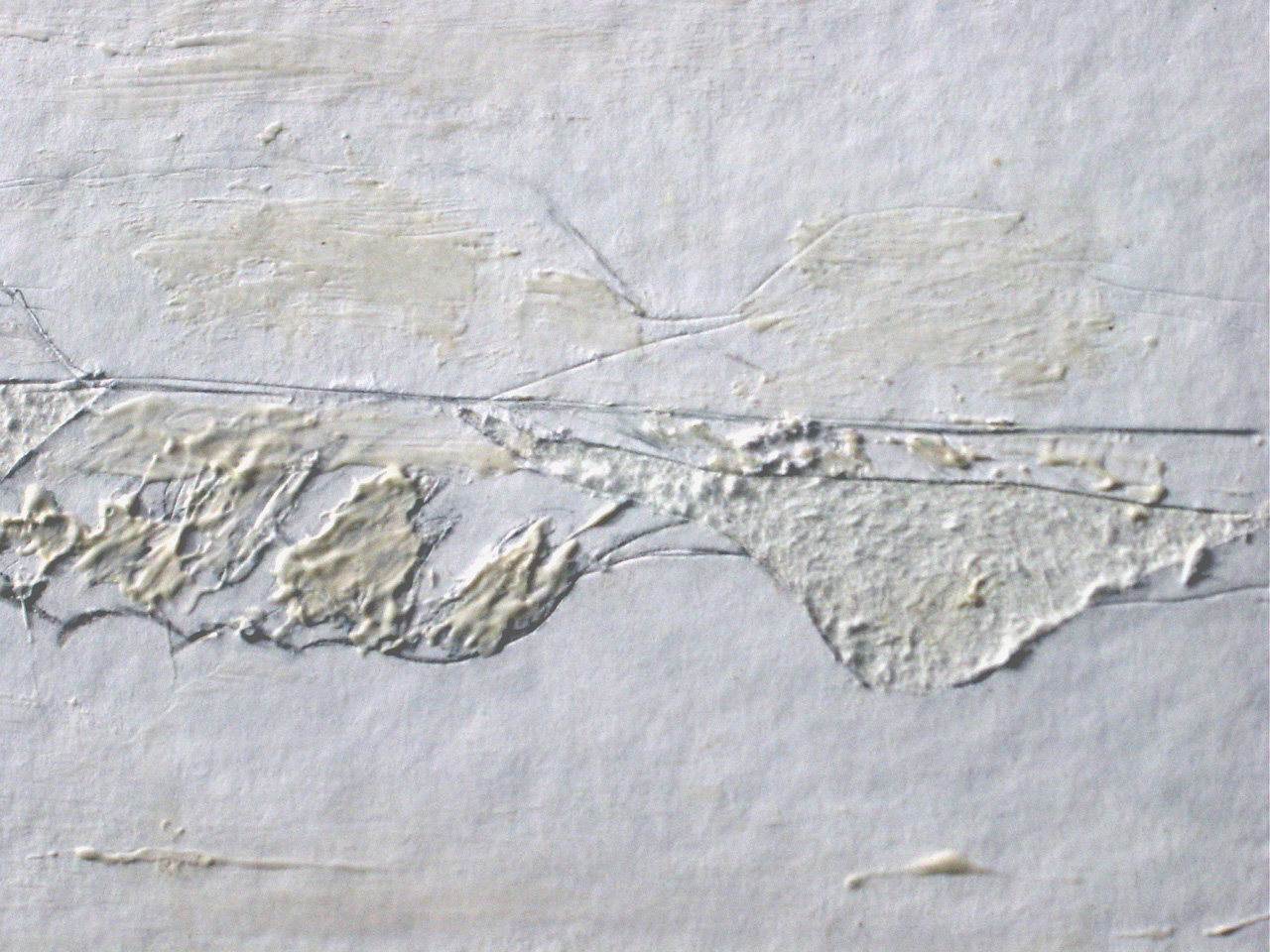
Collagraphy

## Postup
Na tiskovou desku nebo silnější karton se lepí papírové výstřižky, útržky textilu, ruční papíry, nejrůznější hmoty s reliéfním povrchem, provázky, přírodniny, lepidlo s plnivem (např. karborundum) apod. Výsledek je možno kontrolovat frotáží a některá místa dodatečně prorývat, odřezat skalpelem, slabě tisknoucí plochy vytvořit lepicí páskou nebo nátěrem polyvinylacetátu. Koláž se napustí pojícím lakem a po zaschnutí obarví. Barvu je možno aplikovat na celou plochu nebo lokálně a tisknout jako barevný reliéfní tisk, nebo barvu vytřít a tisknout pouze barvu, která ulpěla v prohlubních. Tisk na navlhčený papír se provádí pod vysokým tlakem v hlubotiskovém lisu. Obvykle je možno pořídit jen několik otisků. V Čechách zavedl tuto metodu František Emler (1912-1992)
Podobnou hlubotiskovou technikou je tisk z matric s naneseným karborundovým zrnem různé velikosti. Obraz se vytváří naprašováním do lepidla přes šablony nebo roztíráním karborundového písku rozmíchaného v lepidle. Metoda vznikla ve 30. letech 20. století v USA (Carborundum print).